# رابرت، کالیفرنیا
رابرت (به انگلیسی: Robert) یک منطقهٔ مسکونی در ایالات متحده آمریکا است که در شهرستان آلامدا، کالیفرنیا واقع شده است. رابرت ۴ متر بالاتر از سطح دریا واقع شده است.